# 115P/Мори
Комета Мори (115P/Maury) — короткопериодическая комета из семейства Юпитера, которая была обнаружена 16 августа 1985 года французским астрономом Аленом Мори с помощью 1,2-метрового телескопа Шмидта Паломарской обсерватории. Она была описана как диффузный объект 16,0 m звёздной величины с центральной конденсацией и небольшим хвостом. Комета обладает довольно коротким периодом обращения вокруг Солнца — чуть менее 8,3 лет.

Орбита кометы Мори и её положение в Солнечной системе

## История наблюдений
О комете впервые было объявлено лишь 6 сентября 1985 года, спустя три недели после получения снимков, тем не менее, подтверждение открытия от астрономов из Паломарской обсерватории пришло очень быстро. Комета была даже найдена на более ранних снимках этой же обсерватории, сделанных 20 и 23 августа. За кометой следили в течение пяти месяцев, вплоть до 7 января 1986 года.
Используя позиции кометы, полученные с 16 по 23 августа, американский астроном Брайан Марсден 9 сентября опубликовал первую эллиптическую орбиту этого тела. После всех уточнений оказалось, что комета прошла перигелий 8 июня на расстоянии 2,014 а. е. и имела орбитальный период 8,835 года.
Комета была обнаружена 3 мая 1994 года американским астрономом Джеймсом Скотти на 0,91-метровом телескопе обсерватории Стюарда. Он описал её в виде рассеянного объекта общей магнитудой 17,7 m, с комой 9 " угловых секунд в поперечнике и небольшим хвостом длиной 0,25 ' угловой минуты. Текущие позиции кометы указывали, что прогноз требовал корректировки всего на -0,52 суток. Последнее наблюдение кометы в 2020 году было сделано 25 октября в обсерватории Кумакоген в Японии.
30 декабря 1997 года астрономами обсерватории Мауна-Кеа комета впервые была обнаружена вблизи своего афелия.

## Сближение с планетами
Несмотря на то, что комета пересекает орбиту Юпитера, с самой планетой она сближается довольно редко: в XX веке произошло лишь два сближения с Юпитером, а в XXI веке не ожидается ни одного.
- 0,95 а. е. от Юпитера 26 апреля 1956 года;
- 0,52 а. е. от Юпитера 8 января 1992 года.